# کنور

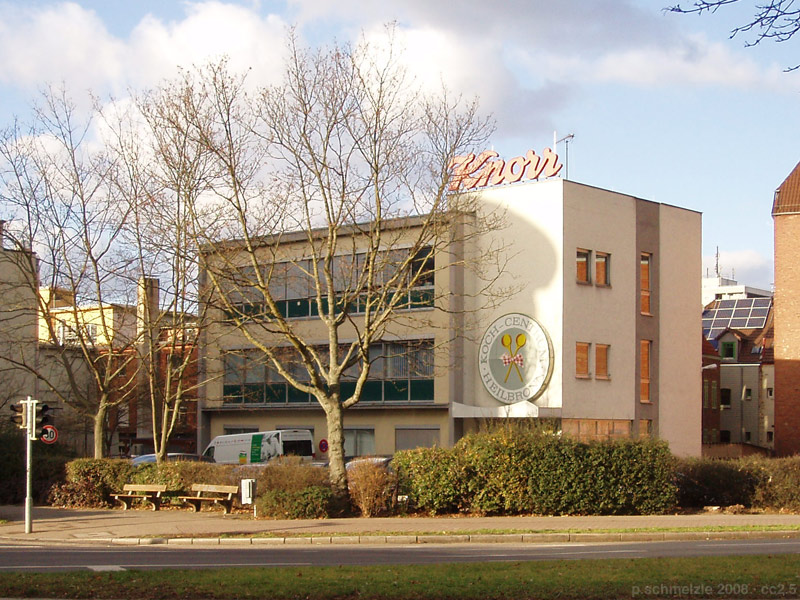
مرکز کاری "کنور" در هایلبرون

کنور شرکت آلمانی سازنده مواد غذای، چاشنی و نوشیدنی است. نام تجاری این شرکت در سال ۲۰۰۰ میلادی (۱۳۷۸ خورشیدی) توسط شرکت انگلیسی-هلندی یونیلور خریداری شد، در همان زمانی که یونیلور شرکت بست فود (بهترین غذا) را خریداری کرد.

## پیشینه
شرکت "نور" در سال ۱۸۳۸ میلادی (۱۲۱۶ خورشیدی) به دست هاینریش تئودور بنیاد شد. مرکز کاری این شرکت در شهر هایلبرون، آلمان است. کالاهای این شرکت پیش با نام تجاری لیپتون به فروش میرسیدند.المان

## یادکرد
مشارکت‌کنندگان ویکی‌پدیا. «Knorr (brand)». در دانشنامهٔ ویکی‌پدیای انگلیسی.